# Mimi Wikstedt
Marie "Mimmi" Wikstedt, född 30 april 1954, död 9 juni 2019 , var en professionell tennisspelare från Sverige.

## Biografi
Wikstedt, som är mest känd under hennes smeknamn "Mimmi", föddes i Stockholm. Hon började tävla under tidigt 70-tal och gjorde sin debut för Sverige i Fed cup 1973, flest i dubbel.
Hennes främsta Grand slam-tävling var på gräs i Wimbledon. Hon tog sig till kvartsfinal i dubbel med Ernie Ewert 1975, vann Wimbledon Plate 1976, och nådde damernas kvartsfinal i dubbel med Jane Stratton 1977 och tredje omgången i singel 1979. Under Australiska öppna var hon i kvartsfinal i damernas dubbel, med lagkamraten Renata Tomanova.
Från sent 1970-tal tävlade hon i WTA-touren, mest framgångsrikt i dubbel. Hennes bästa tävlingar i sinigel var i semifinal i Christchurch 1978. Hon vann dubbeln i Nashville 1982 tillsammans med Chris O'Neil.
Hon gjorde sin sista tävling i Fed cup 1981 och slutade med 11/10, från 18 ties.
Wikstedt har också vunnit totalt 7 SM-guld i dubbel.
I slutet av sitt liv bodde hon i Båstad och var fortfarande verksam i sporten som tränare.

## WTA Tour finaler

### Dubbel (1-2)
| Resultat | Date           | Tournament      | Tier              | Surface | Partner      | Opponents                         | Score         |
| -------- | -------------- | --------------- | ----------------- | ------- | ------------ | --------------------------------- | ------------- |
| Förlust  | Augusti, 1979  | Toronto, Canada | $35,000 (Colgate) | Hard    | Chris O'Neil | Lea Antonoplis Diane Evers        | 6–2, 1–6, 3–6 |
| Vinst    | Februari, 1982 | Nashville, U.S. | $50,000 (Avon)    | Carpet  | Chris O'Neil | Alycia Moulton Jane Preyer        | 6–2, 7–6      |
| Förlust  | Mars, 1982     | Austin, U.S.    | $50,000 (Avon)    | Carpet  | Jan Lehane   | Patricia Medrado Cláudia Monteiro | 0–6, 1–6      |